# 拉維納爾
15°5′4.70″N 90°29′20.50″W / 15.0846389°N 90.4890278°W
拉維納爾（西班牙語：Rabinal）是危地馬拉的城鎮，位於該國中部，由下維拉帕斯省負責管轄，始建於1537年，面積504平方公里，海拔高度1,423米，2002年人口31,168，人口密度每平方公里61.84人。